# Huseník střelovitý
Huseník střelovitý (Arabis sagittata) je středně vysoká, bíle kvetoucí bylina která se v přírodě Česka nachází jen řídce. Tento druh z rodu huseník roste v republice pouze na několika místech v teplejších oblastech středních Čech a střední a jižní Moravy.

## Rozšíření
Podrobnější výskyt druhu ještě není zpracován, dříve se nerozlišoval od huseníku chlupatého. Doposud lze s jistotou pouze uvádět, že je rozšířen ve střední, jihozápadní, jižní a jihovýchodní Evropě a v okolí Kavkazu.
Roste na teplých suchých stepních místech, ve světlých lesích či na jejich okrajích, na kamenitých křovinatých nebo travnatých stráních a někdy i na antropogenních stanovištích (okraje cest, zatravněné náspy, skládky). Požaduje hrubě zrnitou, propustnou a na živiny bohatou půdu která má silně zásadité podloží.

## Taxonomie
Huseník střelovitý byl ještě nedávno poddruhem huseníku chlupatého, nyní je jako samostatný druh součásti jeho okruhu Arabis hirsuta agg. Podobá se právě nejvíce huseníku chlupatému od kterého se spolehlivě odlišuje pouze podle plodů; huseník chlupatý má řidší plodenství a odstávající vztyčené šešule nerostou navzájem rovnoběžně.

## Popis
Rostlina s jednou nebo několika lodyhami vysokými 25 až 80 cm je dvouletka nebo krátkověká trvalka. Rozvětvená lodyha je ve spodní a střední části nafialovělá a porostlá dlouhými jednoduchými chlupy smíšenými s chlupy 2ramennými které mají většinou dlouhé stopky a jen ojediněle jsou přisedlé, v horní části je lodyha tmavě zelená a lysá. Spodní listy tvořící růžici (vyrůstají v prvém roce) jsou tmavě zelené, krátce řapíkaté, vejčité až podlouhlé a celokrajné nebo zoubkované. Na lodyze hustě rostou listy které jsou obvykle delší než internodia a přisedají střelovitou bázi s oušky od lodyhy odstálými. Všechny listy jsou porostlé chlupy, lodyžní mají čepele podlouhlého tvaru, na vrcholech dlouze špičaté a po obvodě celokrajné nebo jemně zoubkované.
Bohaté, často větvené hroznovité květenství je tvořeno mnoha oboupohlavnými čtyřčetnými květy na 2 mm stopkách. Čtyři podlouhlé kališní lístky měří asi 3 mm, stejný počet podlouhle klínovitých bílých korunních lístků je dlouhých asi 5 mm. Chromozomové číslo druhu je 2n = 16.
Plody jsou rovné šešule vyrůstající rovnoběžně vztyčené v hustém plodenství a jsou přitlačené ku vřetení. Mívají délku 35 až 65 mm a šířku okolo 1 mm, v místech semen jsou mírně hrbolaté a střední žilka je zřetelná jen do poloviny nebo třech čtvrtin délky. Oválná semena, asi 1,3 mm dlouhá a 1 mm široká, mají po obvodě poměrně široký křídlatý lem. Rostliny se rozmnožují výhradně semeny která mají dobu klíčivosti přesahující pět let.

## Ohrožení
Huseník střelovitý je pro svůj řídký výskyt v ČR zařazen v "Červeném seznamu cévnatých rostlin České republiky z roku 2012" do kategorie ohrožených druhů (C3), zákonem však chráněn není.